# Eunice nicidioformis
Eunice nicidioformis är en ringmaskart som beskrevs av Treadwell 1906. Eunice nicidioformis ingår i släktet Eunice och familjen Eunicidae. Inga underarter finns listade i Catalogue of Life.